# Cal Canonge (Sant Feliu Sasserra)
Cal Canonge és una obra de Sant Feliu Sasserra (Bages) protegida com a Bé Cultural d'Interès Local.

## Descripció
Edifici entre mitgeres situat a la Plaça Major. Es tracta d'una construcció de tres altures, planta baixa i dos pisos. Els paraments són de maçoneria de pedra. A nivell de façana es diferencien dos cossos per la tipologia de les seves obertures. Destaca el cos de la dreta, on les obertures del primer pis conserven l'emmarcament de carreus de pedra i l'ampit motllurat, en un estat de conservació regular. L'edifici ha sofert reformes.